# Sasaki Toyoju
Pour les articles homonymes, voir Sasaki.
Sasaki Toyoju est un nom japonais traditionnel ; le nom de famille (ou le nom d'école), Sasaki, précède donc le prénom (ou le nom d'artiste).
Sasaki Toyoju (佐々城 豊寿), née le 6 mai 1853 à Sendai, dans la province de Mutsu et morte le 15 juin 1901, était une féministe japonaise, une activiste de la tempérance et une militante anti-prostitution. Elle est l'une des cofondatrice de la Women's Christian Temperance Union et rédactrice dans un magazine et directrice d'association.

## Biographie
Née Hoshi Toyoshi, Sasaki Toyoju est la fille de Hoshi Yūki (星雄記), un samouraï de haut rang du clan Nambu. Ses parents l'envoie à Tokyo dans une école privée pour apprendre l'anglais. L'historienne américaine Elizabeth Dorn Lublin décrit l'éducation de Sasaki comme plus proche de celle donnée aux garçons qu'aux filles à cette époque, et cette instruction particulière lui a donnée une grande assurance, utile pour ces combats futurs.

## Activisme
En 1886, elle travaille en collaboration avec Yajima Kajiko pour fonder la version japonaise de la Women's Christian Temperance Union (東京婦人矯風会, Tōkyō fujin kyōfūkai), qui prône l'abstinence des boissons alcoolisée et milite pour l'abolition de la prostitution. Le 6 décembre 1886, elle est nommée secrétaire de l'association,.
Sasaki estime cependant que la prostitution est un problème bien plus grave que l'abus d'alcool et use de son influence pour emmener la WCTU à se concentrer davantage sur cette question. Cela va conduire à une lutte de pouvoir avec la fondatrice Yajima. 
Elle fait partie du comité de rédaction du magazine de l'organisation, Fujin kyofu zasshi, aux côtés de Wakamatsu Shizuko, Asai Saku et Honda Teiko. Sasaki a également traduit en japonais l'ouvrage américain de la WCTU, Women’s Freedom of Speech. Le livre a été préfacé par Tokutomi Soho, Iwamoto Yoshiharu et par elle-même. Elle a également dirigé l'association Women's White Ribbon Club.

## Famille
Sasaki est la tante de la restauratrice et entrepreneuse Kokkō Sōma (1876–1955),. Elle a eu une fille, Sasaki Nobuko (佐々城 信子, 1878-1949), qui a inspiré l'héroïne du roman Aru onna de Takeo Arishima,.